# Jan Jungmann
Jan Jungmann (* 4. dubna 1964 Praha) je český historik, kurátor Muzea Prahy a autor knih o historii Prahy.

## Publikace
- Zaniklé Podskalí : Vory a lodě na Vltavě. Praha: Muzeum hlavního města Prahy, 2005. 118 s. ISBN 80-85394-49-9.
- Smíchov : město za Újezdskou branou. Praha: Muzeum hlavního města Prahy, 2007. 235 s. ISBN 978-80-85394-56-6.
- Libeň – zmizelý svět. Praha: Muzeum hlavního města Prahy, 2010. 191 s. ISBN 978-80-85394-79-5.
- Holešovice-Bubny : v objetí Vltavy. Praha: Muzeum hlavního města Prahy, 2014. 213 s. ISBN 978-80-87828-11-3.